# Nico Marlet
Nicolas "Nico" Marlet est un animateur et designer de personnage français né le 26 août 1969 à Figeac. Il travaille actuellement chez DreamWorks Animation.

## Filmographie
- 1990 : La Bande à Picsou, le film : Le Trésor de la lampe perdue
- 1990 : Super Baloo (1 épisode)
- 1993 : Les Quatre Dinosaures et le Cirque magique
- 1995 : Balto
- 1998 : Le Prince d'Égypte
- 2000 : La Route d'Eldorado
- 2001 : Monstres et Cie
- 2003 : Sinbad : La Légende des sept mers
- 2005 : Madagascar
- 2006 : Nos voisins, les hommes
- 2007 : Bee Movie : Drôle d'abeille
- 2008 : Kung Fu Panda
- 2008 : Kung Fu Panda : Les Secrets des cinq cyclones
- 2008 : French Roast
- 2010 : Dragons
- 2010 : Kung Fu Panda : Bonnes Fêtes
- 2011 : Kung Fu Panda 2
- 2011 : Le Livre des Dragons
- 2013-2016 : Dragons (44 épisodes)
- 2014 : Dragons 2
- 2014 : Mune : Le Gardien de la Lune
- 2016 : Kung Fu Panda : Les Secrets du rouleau
- 2016 : Kung Fu Panda 3